# Société royale d'archéologie, d'histoire et de paléontologie de Charleroi
La Société royale d'archéologie, d'histoire et de paléontologie de Charleroi est la plus ancienne société savante de Charleroi.
Depuis 1863, elle recherche, étudie et tente de protéger les différentes traces qui témoignent du passé de la ville et de ses environs.

## Histoire
La Société royale d'archéologie, d'histoire et de paléontologie de Charleroi s'est créée en le 27 novembre 1863 à l'initiative de quelques notables de la ville. 

Au fil des années, sa collection de documents, objets et archives historiques et archéologiques en fait un acteur incontournable de la mémoire historique de Charleroi.

Aujourd'hui encore, cette association œuvre pour une meilleure connaissance de l'histoire locale via des visites guidées, des publications…

## Musée archéologique

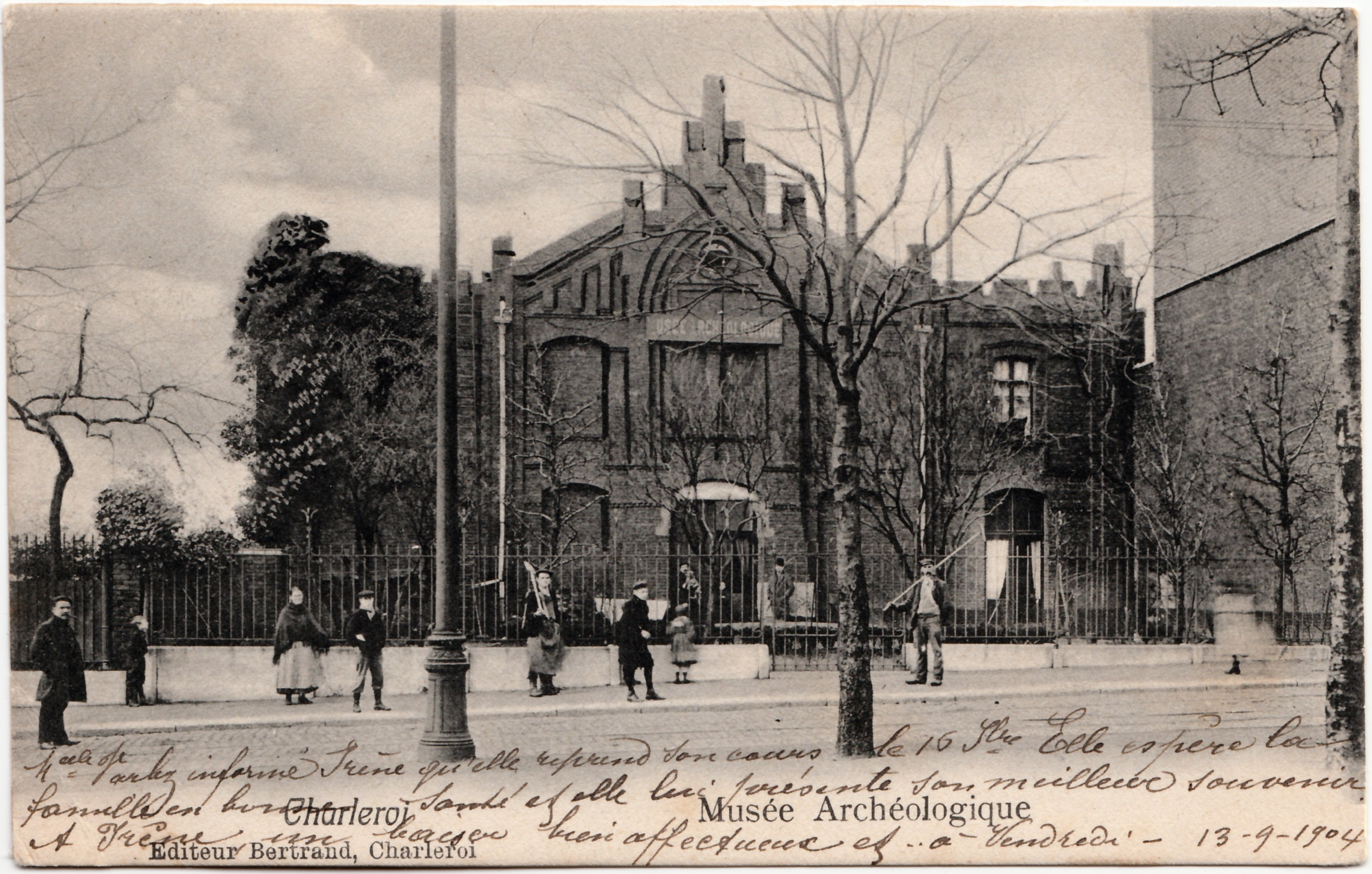
Le musée archéologique au boulevard Jacques Bertrand au début du XIXe siècle.

Jadis conservées dans le Musée archéologique de Charleroi, les collections de la société sont toujours accessibles aux chercheurs.
Ces collections se composent de plusieurs sections : paléontologie, archéologie préhistorique et protohistorique, archéologie gallo-romaine, archéologie médiévale et post-médiévale, histoire de Charleroi et grès sambriens (Châtelet/Bouffioulx).

## Prix du patrimoine
Depuis 2006, l’association décerne annuellement un Prix du patrimoine pour la restauration d’un immeuble ou d’un jardin de la région, restauration réalisée avec soin et dans le respect de la conception originale des lieux.

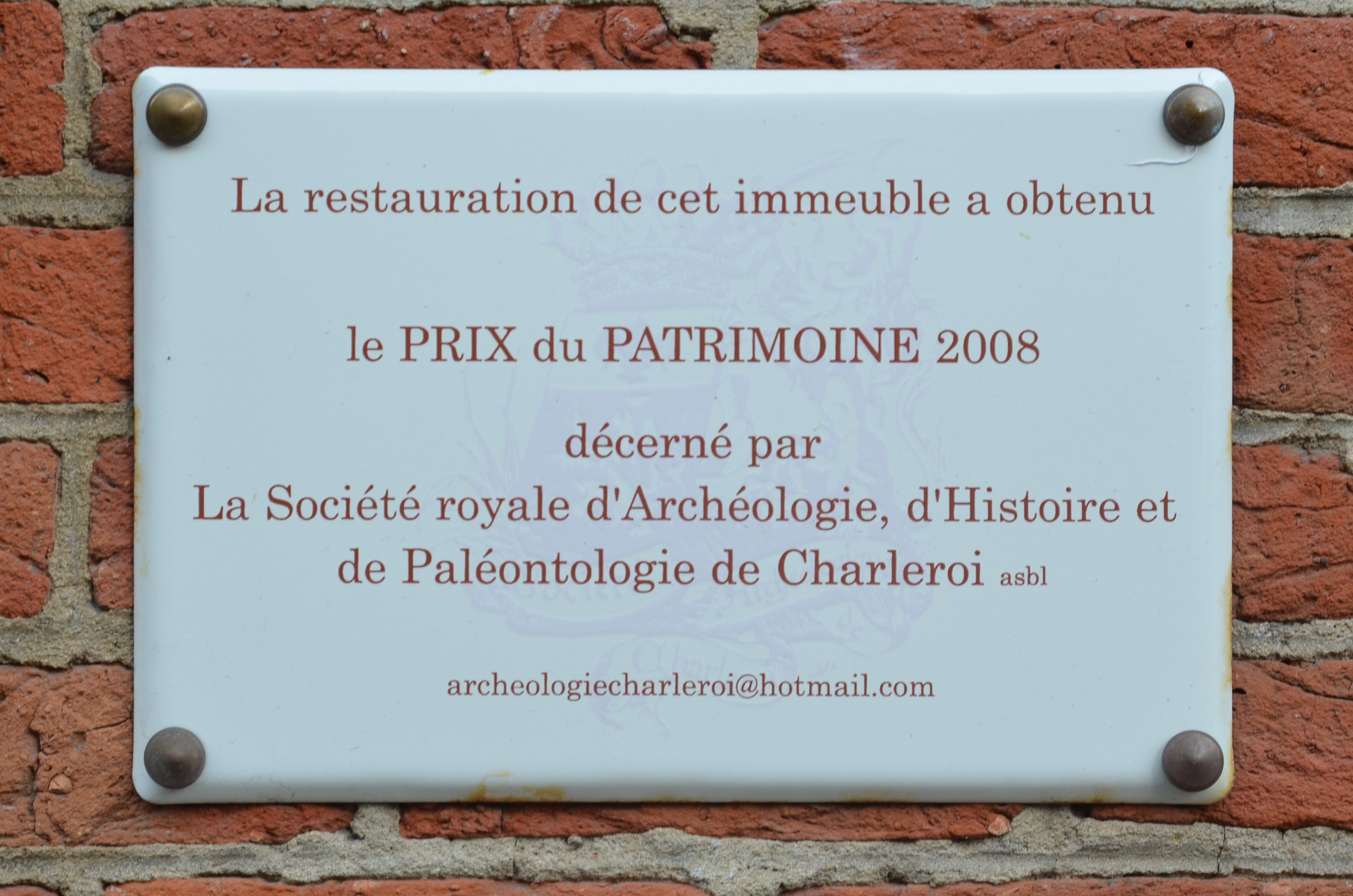
Exemple de la plaque du prix, ici celui de 2008 pour la restauration de l'immeuble « Le Mayence ».
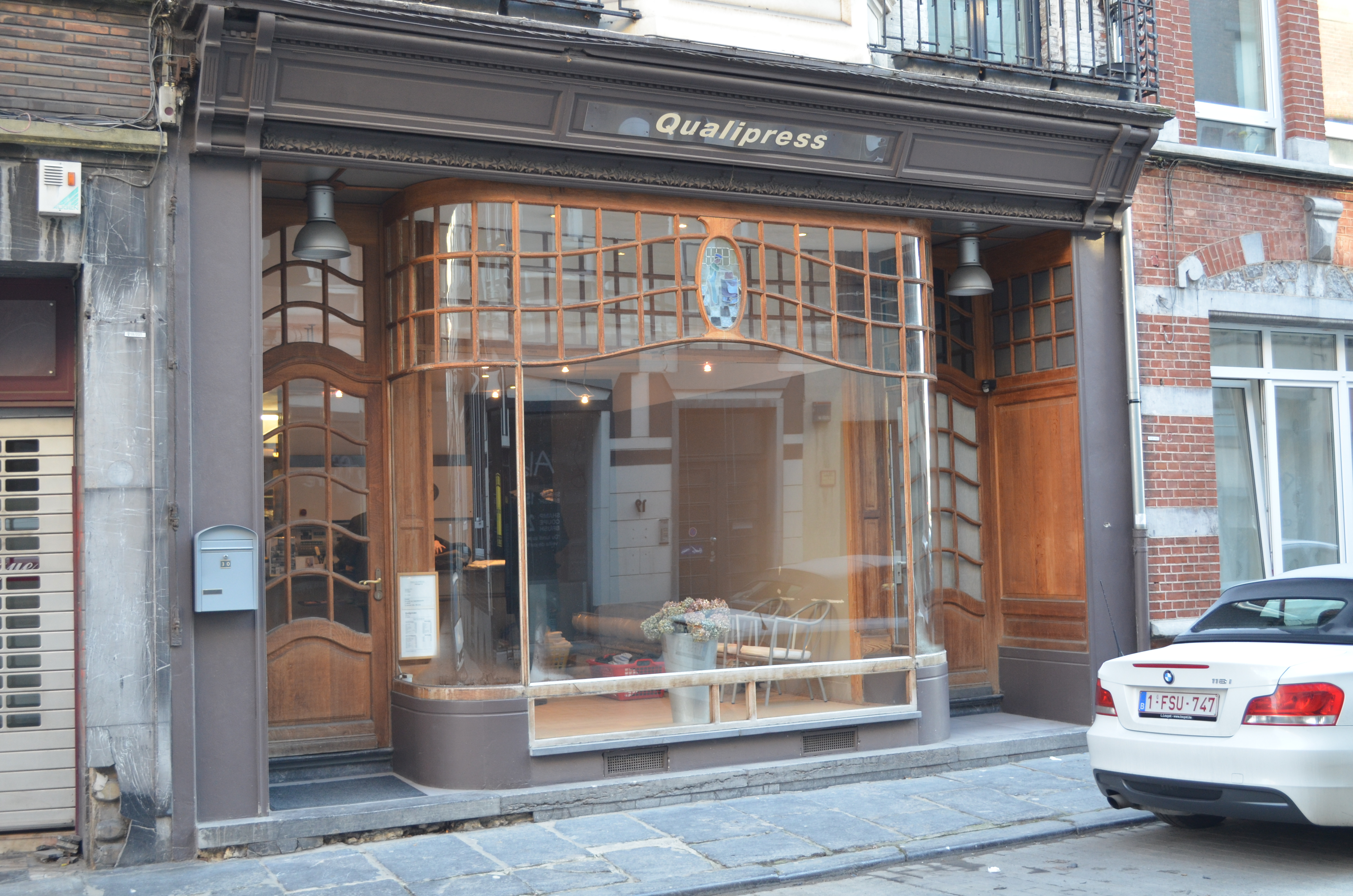
2006 : une vitrine de magasin et ses vitraux situés rue Charles Dupret, 30 à Charleroi.
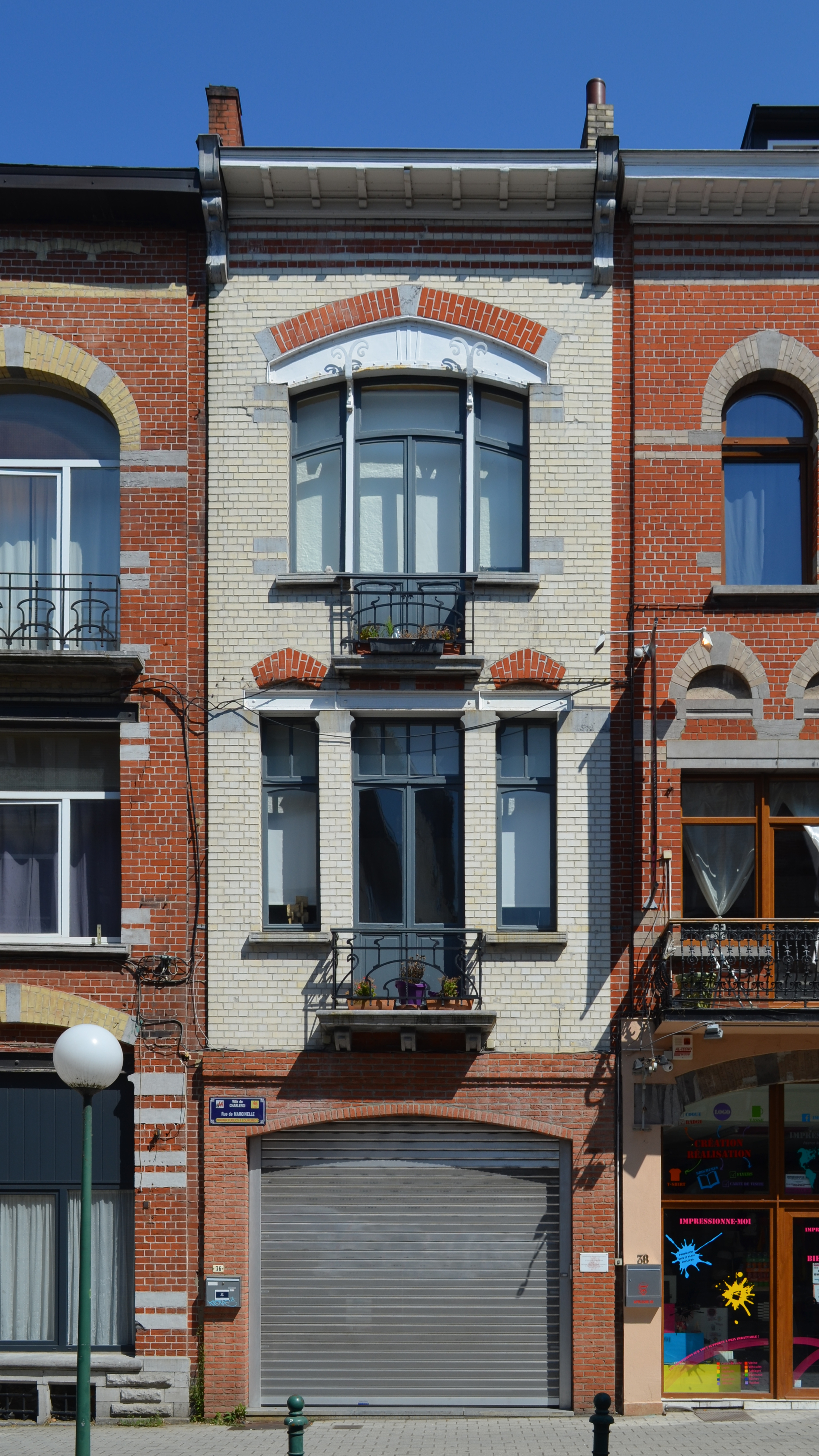
2010 : maison Art nouveau par Zacharie Clercx à la rue de Marcinelle.

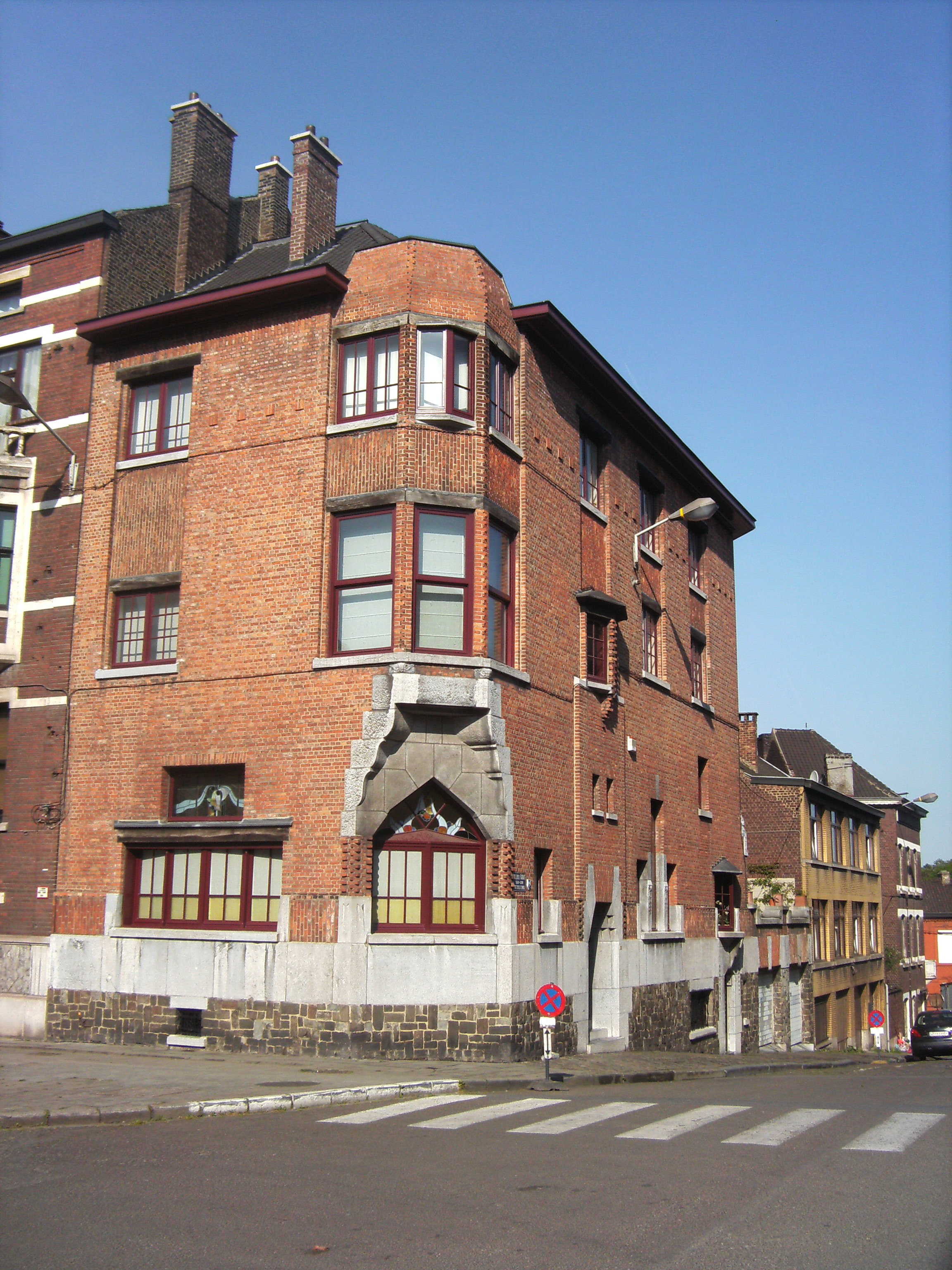
2011 : la maison Bertinchamps à Charleroi ex aequo avec deux autres réalisations[2].
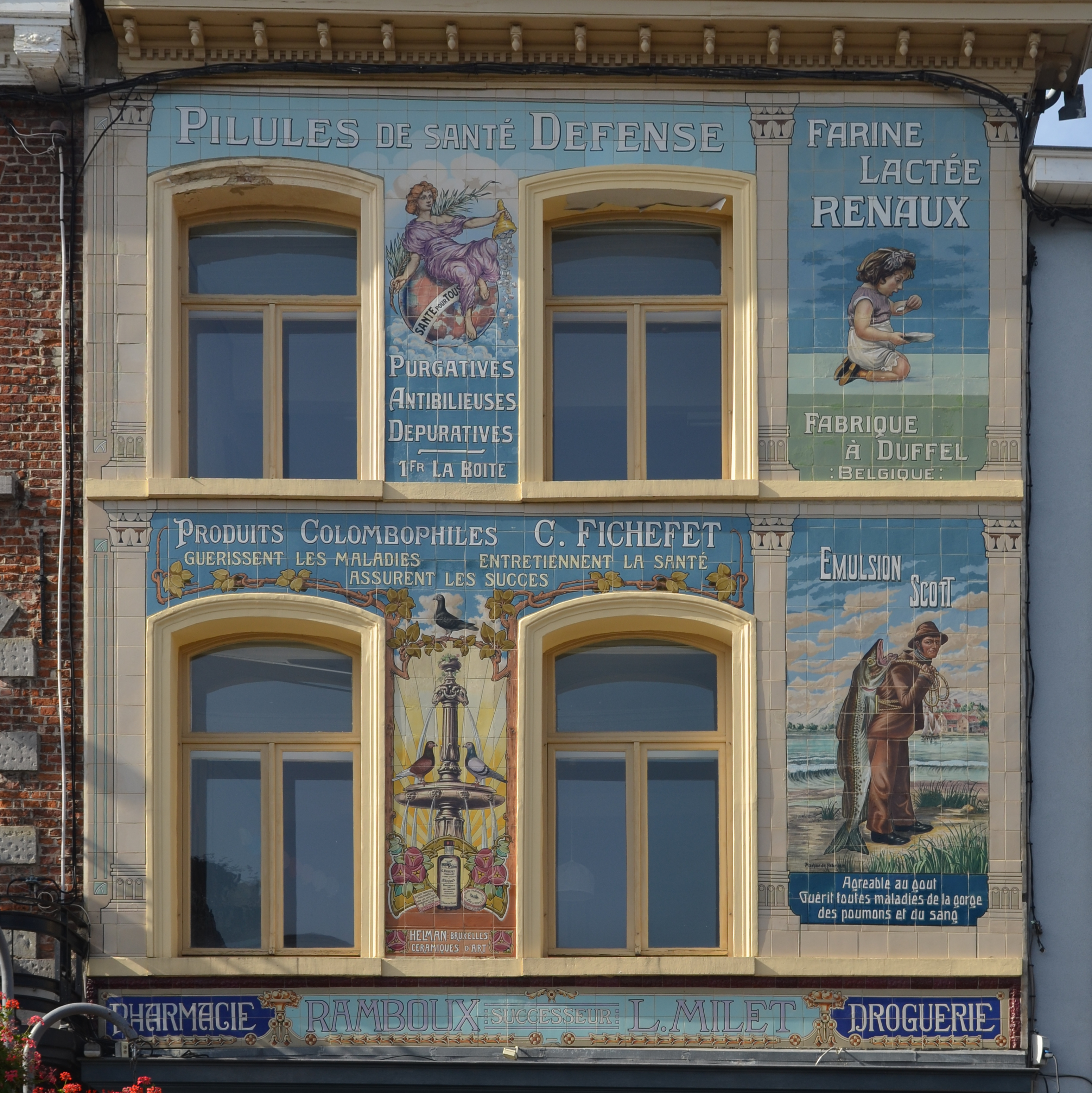
2015 : la pharmacie Milet à Binche (photo) et une habitation Art nouveau, rue Puissant à Jumet[3].
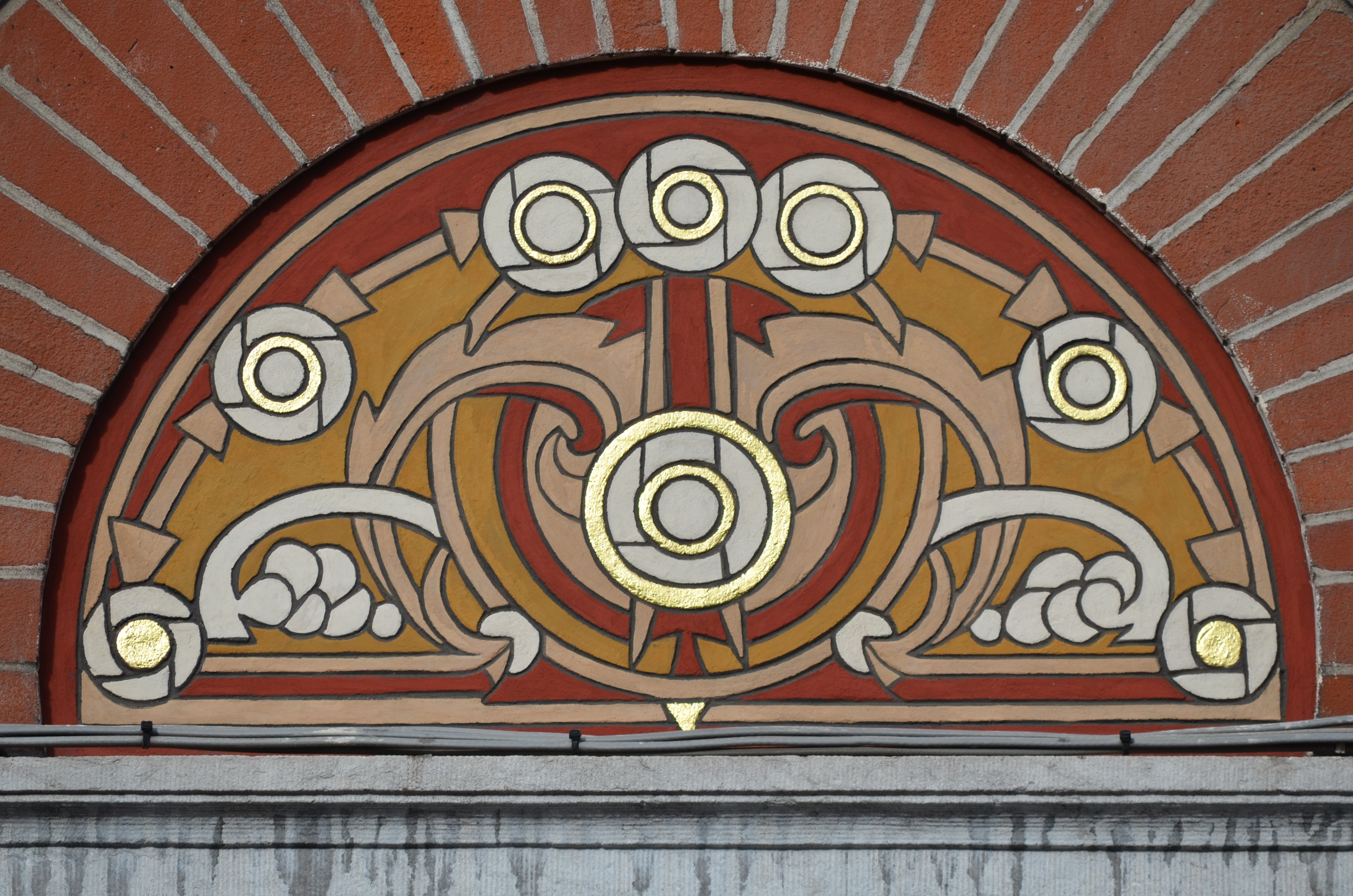
Boulevard Mayence 4. Sgraffite de 1908, restauré en 2016, primé en 2017.